# هوكو كلدرانو
هوكو كلدرانو أو هوغو كلديرانو ( ولد في 22 حزيران/يونيو 1996، في ريو دي جانيرو) هو لاعب كرة طاولة برازيلي ويعد أعظم لاعب من القارة الأمريكية في تاريخ هذه الرياضة. في كانون الثاني/يناير 2022، احتل المرتبة الثالثة على مستوى العالم، ليصبح اللاعب الأعلى تصنيفًا في الأمريكتين حتى الآن. أصبح في أولمبياد 2024 أول لاعب تنس طاولة من الأمريكتين يصل إلى الدور نصف النهائي الأولمبي.
كلدرانو هو أول لاعب من أمريكا اللاتينية يصل إلى المراكز العشرة الأولى في التصنيف العالمي للاتحاد الدولي لكرة الطاولة. وقد احتل المركز الثالث في العديد من المسابقات الكبرى، منها كأس العالم لكرة الطاولة، ونهائيات الجولة العالمية للاتحاد الدولي لكرة الطاولة، وبطولة أبطال جولة WTT، وبطولة جراند سماش، بالإضافة إلى حصوله على المركز الخامس في بطولة العالم لكرة الطاولة والمركز الرابع في الألعاب الأولمبية. وقد هزم الصيني فان زيندونغ مرتين: في ربع نهائي بطولة الاتحاد الدولي لكرة الطاولة العالمية الكبرى لعام 2018، وفي بطولة أبطال جولة WTT لعام 2024. كما هزم الصيني ليانغ جينجكون في ربع نهائي بطولة تشونغتشينغ WTT لعام 2024. في كأس العالم 2025 التي أقيمت في ماكاو، هزم أفضل ثلاثة لاعبين مصنفين في ذلك الوقت؛ المصنف الثالث عالميًا توموكازو هريموتو في ربع النهائي، والمصنف الثاني عالميًا ونغ جوكين في نصف النهائي، والمصنف الأول عالميًا لن شيدنج في النهائي.